# Ferrari 250 GTO
Ferrari 250 GTO är en sportvagn, tillverkad av den italienska biltillverkaren Ferrari mellan 1962 och 1964.

## 250 GTO
Scuderia Ferrari hade dominerat sportvagns-VM alltsedan första säsongen 1953 med sina stora sportvagnsprototyper och överlämnat tävlandet i GT-klassen till privatstall som Ecurie Francorchamps och NART. Till säsongen 1962 ville FIA bredda intresset från åskådare och biltillverkare och beslutade att mästerskapet skulle köras med GT-vagnar. SEFAC hade deltagit i GT-klassen under säsongen 1961 med 250 SWB, men för att säkra segern utvecklades 250 Gran Turismo Omologato. Omologato är italienska för homologation och enligt FIA:s regelverk för Grupp 3-bilar krävdes att Ferrari tillverkade 100 exemplar av modellen, men genom ett ökänt tricksande lyckades Enzo Ferrari övertyga FIA att GTO:n bara var en lätt uppdatering av SWB-modellen, trots att det i många avseenden var en helt ny bil.
Chefen för sportvagnsavdelningen, Giotto Bizzarrini och hans team hade åtgärdat SWB-modellens huvudproblem, det tegelstenslika luftmotståndet, genom att ta fram en ny kaross med aerodynamisk front. Karossen avslutades med en Kammback, kompletterad med en spoiler för att förbättra högfartsegenskaperna. Som alla andra Berlinettor byggdes karossen av Scaglietti. Motorn hade sex förgasare och torrsumpsmörjning och hämtades från den Le Mans-vinnande prototypen 250 Testa Rossa. Växellådan fick en femte växel.
Utvecklingen fick en allvarlig knäck hösten 1961 när Bizzarrini tillsammans med ett flertal nyckelmedarbetare, däribland F1-konstruktören Carlo Chiti, lämnade företaget efter en kontrovers med Enzo Ferrari. Ferrari utsåg den 25-årige Mauro Forghieri till ny chefskonstruktör, men det dröjde en bit in på säsongen 1962 innan GTO:n var klar för tävling. Bilen väckte genast protester från konkurrenterna, som såg en Testa Rossa med tak snarare än en lätt modifierad SWB, men FIA:s godkännande stod fast.

## 250 GTO Series II

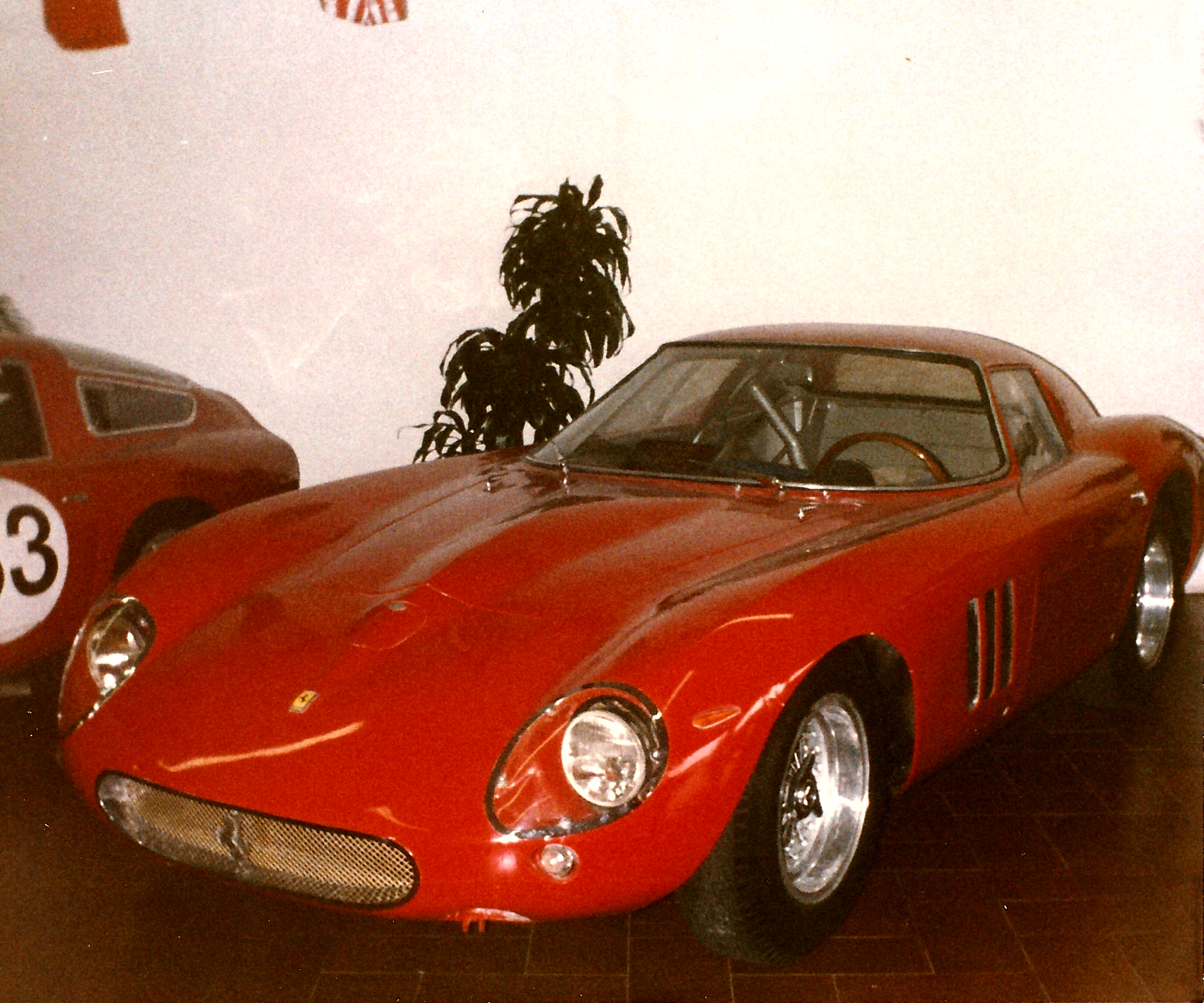
Ferrari 250 GTO Series II 1964

Inför säsongen 1964 försökte Enzo Ferrari få FIA att godkänna 250 LM-modellen, i praktiken en ren prototyp, för GT-klassen, men efter all uppståndelse två år tidigare vägrade FIA gå med på det. Ferrari valde då att uppdatera GTO:n med ny kaross ritad av Pininfarina. Fronten var mycket lik 250 LM. Ferrari byggde tre nya Series II-bilar och dessutom valde fyra ägare av äldre årgångar att uppdatera sina bilar med ny kaross.

## 330 LM Berlinetta
Automobile Club de l'Ouest hade andra åsikter än FIA angående GT-vagnar och i Le Mans-loppet 1962 tilläts bilar med fyralitersmotorer. Ferrari tog fram en Testa Rossa speciellt för Le Mans, kallad 330 TRI, med motor från en 400 Superamerica men man byggde även tre GTO-bilar med fyralitersmotorn, kallade 330 GTO. Motorn hade anpassats för uppgiften med sex förgasare och torrsumpsmörjning.
Till säsongen 1963 byggde Ferrari fyra nya bilar med fyralitersmotorn för världsmästerskapets experimentklass, kallade 330 LM Berlinetta. Pininfarina byggde en ny kaross, där man kombinerat Bizzarrinis front från GTO:n med kupén och bagageutrymmet från den egna 250 GT Lusso.

## GTO idag
Som så ofta med racerbilar sjönk intresset för GTO:n efter några säsonger, när de tappade konkurrenskraft mot nyare bilar. Värdet nådde bottennivån i början av 1970-talet, men sedan fick bilentusiaster världen över upp ögonen för dessa framgångsrika och i de flestas ögon mycket attraktiva bilar. Samtliga tillverkade exemplar finns bevarade och med en sällsynt väl dokumenterad historia. När en bil byter ägare brukar köpeskillnaden nå häpnadsväckande nivåer. I september 2008 blev en GTO världens dyraste bil, när en anonym köpare betalade 15,7 miljoner pund för bilen på en bilauktion, men redan i maj 2009, mitt under finanskrisen 2008–2009, övertogs titeln av en Testa Rossa.

## Tekniska data

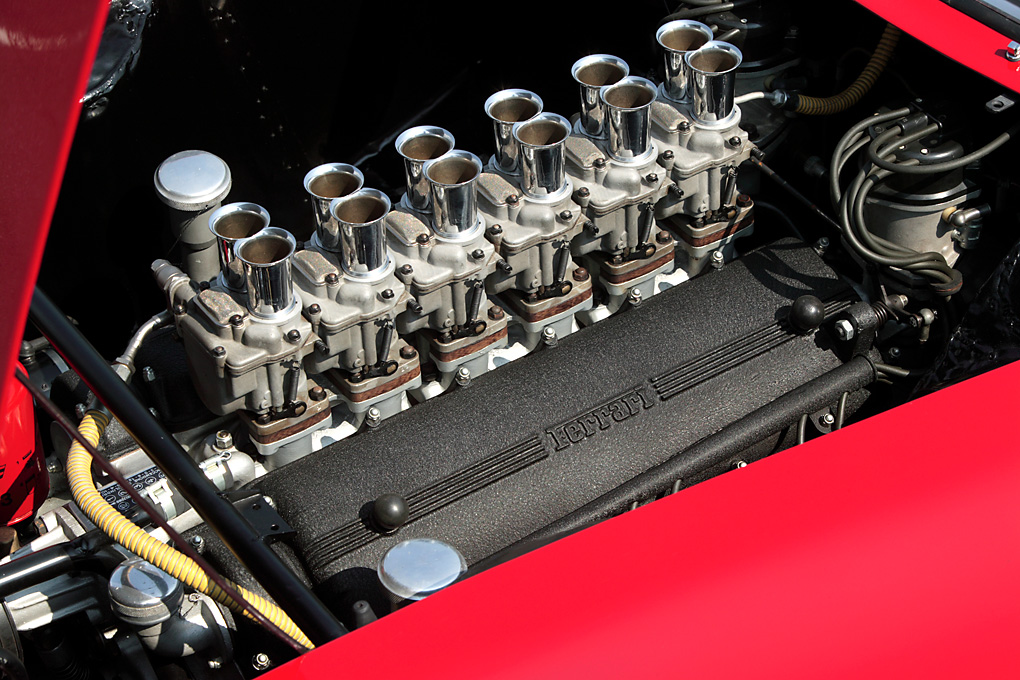
Colombo-motorn med sex Weber-förgasare.

| Tekniska data         | 250 GTO                                                          | 330 LMB                                                          |
| --------------------- | ---------------------------------------------------------------- | ---------------------------------------------------------------- |
| Motor:                | Frontmonterad 60° 12-cylindrig V-motor                           | Frontmonterad 60° 12-cylindrig V-motor                           |
| Cylindervolym:        | 2953 cm³                                                         | 3967 cm³                                                         |
| Borrning x slaglängd: | 73,0 x 58,8 mm                                                   | 77,0 x 71,0 mm                                                   |
| Kompression:          | 9,8:1                                                            | 9,0:1                                                            |
| Max effekt:           | 300 hk vid 7 400 v/min                                           | 400 hk vid 8 100 v/min                                           |
| Ventilstyrning:       | En överliggande kamaxel per cylinderrad, 2 ventiler per cylinder | En överliggande kamaxel per cylinderrad, 2 ventiler per cylinder |
| Förgasare:            | 6 Weber 38 DCN                                                   | 6 Weber 42 DCN                                                   |
| Växellåda:            | 5-växlad manuell                                                 | 4-växlad manuell                                                 |
| Hjulupphängning fram: | Dubbla tvärlänkar, skruvfjädrar                                  | Dubbla tvärlänkar, skruvfjädrar                                  |
| Hjulupphängning bak:  | Stel bakaxel, längsgående bladfjädrar + skruvfjädrar             | Stel bakaxel, längsgående bladfjädrar + skruvfjädrar             |
| Bromsar:              | Hydrauliska skivbromsar                                          | Hydrauliska skivbromsar                                          |
| Chassi & kaross:      | Fackverksram av stål med aluminiumkaross                         | Fackverksram av stål med aluminiumkaross                         |
| Hjulbas:              | 240 cm                                                           | 250 cm                                                           |
| Torrvikt:             | 880 kg                                                           | 950 kg                                                           |
| Toppfart:             | 280 km/h                                                         | 300 km/h                                                         |

## Tävlingsresultat
250 GTO debuterade i Sebring 12-timmars 1962 och vann GT-klassen redan i första tävlingen. Ferrari vann alla deltävlingar under säsongen och tog hem världsmästerskapet med full poäng.
Även 1963 vann Ferrari GT-titeln i stor stil.
Under 1964 mötte Ferrari tufft motstånd från Carroll Shelbys Cobror, men lyckades till slut säkra en tredje VM-titel.

## Tillverkning
| Modell       | Antal |
| ------------ | ----- |
| 250 GTO      | 33    |
| 250 GTO S.II | 3     |
| 330 LMB      | 4     |